# Léon de Laborde

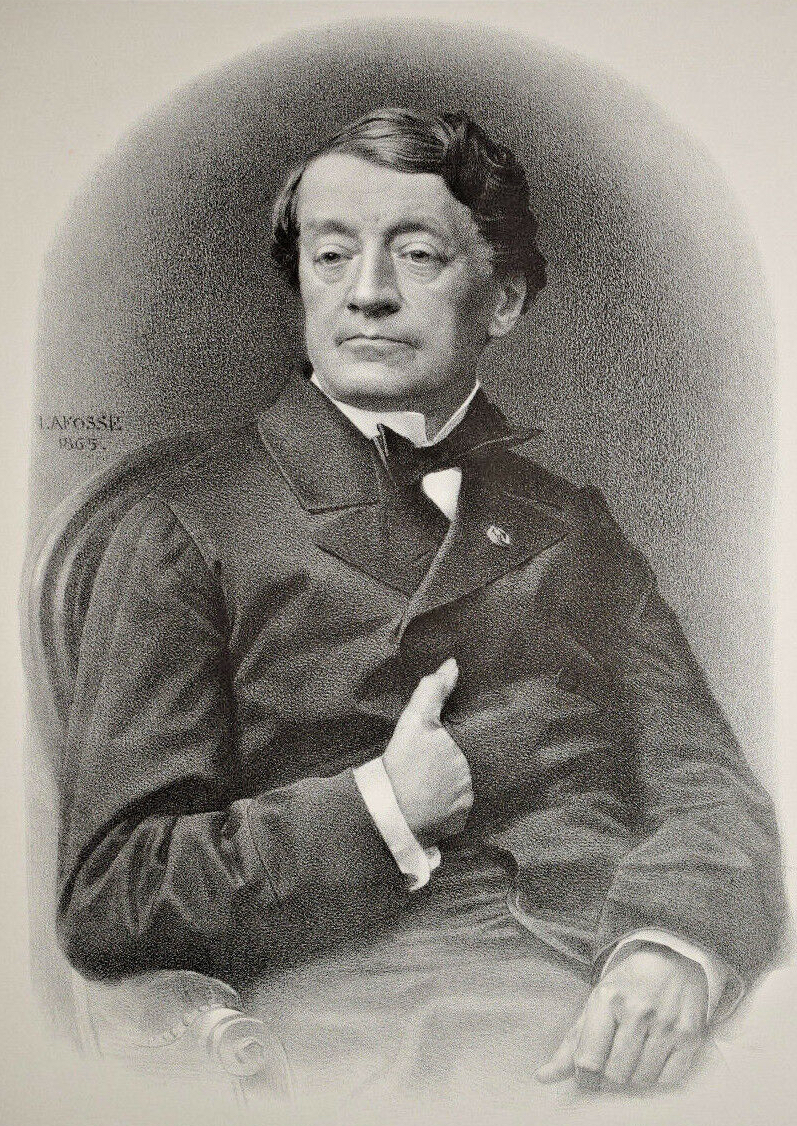
Léon de Laborde.

Léon Emmanuel Simon Joseph de Laborde, född den 13 juni 1807 i Paris, död den 26 mars 1869 i Fontenay (departementet Eure), var en fransk markis, arkeolog och konsthistoriker, son till  Alexandre de Laborde (1773–1842), far till Alexandre de Laborde (1853–1944).
de Laborde var 1828-1836 anställd vid diplomatiska beskickningar, men ägnade sig sedan uteslutande åt vetenskapliga sysselsättningar, huvudsakligen åt forskningar i konstens, bibliotekens och boktryckarkonstens historia. År 1847 blev han konservator vid fornsamlingarna i Louvren och 1857 generaldirektör för rikets arkiv. 
Han utgav ett stort antal dyrbart utstyrda arbeten, av vilka dock flera blev ofullbordade. De främsta är Voyage dans l’Arabie Pétrée (1830-33), Voyage en Orient, Asie Mineure et Syrie (2 band, 1837-62), Les anciens monuments de Paris (1846), Les ducs de Bourgogne (3 band, 1849-51), La renaissance des arts à la cour de France (1851-55) och Athénes aux XV:e, XVI:e et XVII:e siècles (2 band, 1855) och Les archives de la France (1867).